# Laski Bruskie
Laski Bruskie (dawn. Lasek Brusski) – wieś w Polsce położona w województwie lubelskim, w powiecie włodawskim, w gminie Stary Brus.
Wieś leży przy drodze wojewódzkiej nr 819 i jest otoczona lasami. Laski Bruskie położone są 25 km od Włodawy i 3 km od Starego Brusa. 
W latach 1975–1998 miejscowość administracyjnie należała do województwa chełmskiego. 
Wieś jest sołectwem w gminie Stary Brus. Według Narodowego Spisu Powszechnego z roku 2011 wieś liczyła 41 mieszkańców.
Wierni Kościoła rzymskokatolickiego należą do parafii Matki Bożej Częstochowskiej w Starym Brusie. 